# (5601) 1991 VR
Az (5601) 1991 VR a Naprendszer kisbolygóövében található aszteroida. Ueda Szeidzsi és Kaneda Hirosi fedezte fel 1991. november 4-én.